# Pauline Carton
Pauline Carton, född Pauline Aimée Biarez 4 juli 1884 i Biarritz, Nouvelle-Aquitaine, död 17 juni 1974 i Paris, var en fransk skådespelerska och sångerska.

## Roller i urval
- 1925 – Salig Mathias Pascal
- 1932 – En poets blod
- 1934 – Samhällets olycksbarn
- 1936 – Jag är en falskspelare
- 1944 – Marie-Louise
- 1953 – Oss skojare emellan
- 1954 – Om Versailles kunde berätta
- 1955 – Napoléon - soldat och kejsare
- 1957 – Tjuvar och älskare
- 1962 – Den längsta dagen